# Rosellinia victoriae
Rosellinia victoriae är en svampart som beskrevs av Syd. & P. Syd. 1908. Rosellinia victoriae ingår i släktet Rosellinia och familjen kolkärnsvampar.   Inga underarter finns listade i Catalogue of Life.